# Ketózy

Srovnání vzorce ketóz: D-fruktózy se vzorcem L-fruktózy (oba její optické izomery)

Ketózy (také ketosy) jsou polyhydroxyketony obsahující ketonovou skupinu (C=O) a několik hydroxylových skupin (-OH). Řadí se mezi sacharidy stejně jako aldózy, které však obsahují aldehydovou skupinu. Jedním z nejznámějších zástupců ketóz je fruktóza a aldóz glukóza. 

Srovnání vzorce ketózy D-fruktózy se vzorcem aldózy D-glukózy.

Monosacharidy ketóz mají sumární vzorec stejně jako aldózy CmH2mOm a  jejich molekula obsahuje jednu ketonovou skupinu. Příkladem takového monosacharidu je dihydroxyaceton, který má pouze tři atomy uhlíku a jednu ketonovou skupinu. Podle počtu uhlíků dělíme ketózy na ketotriózy, ketotetrózy, ketopentózy, ketohexózy a ketoheptózy.
Ketozy lze izomerizovat do aldóz reakcí Lobry-de-Bruyn-Alberda-van-Ekensteina.

## Příklady ketóz

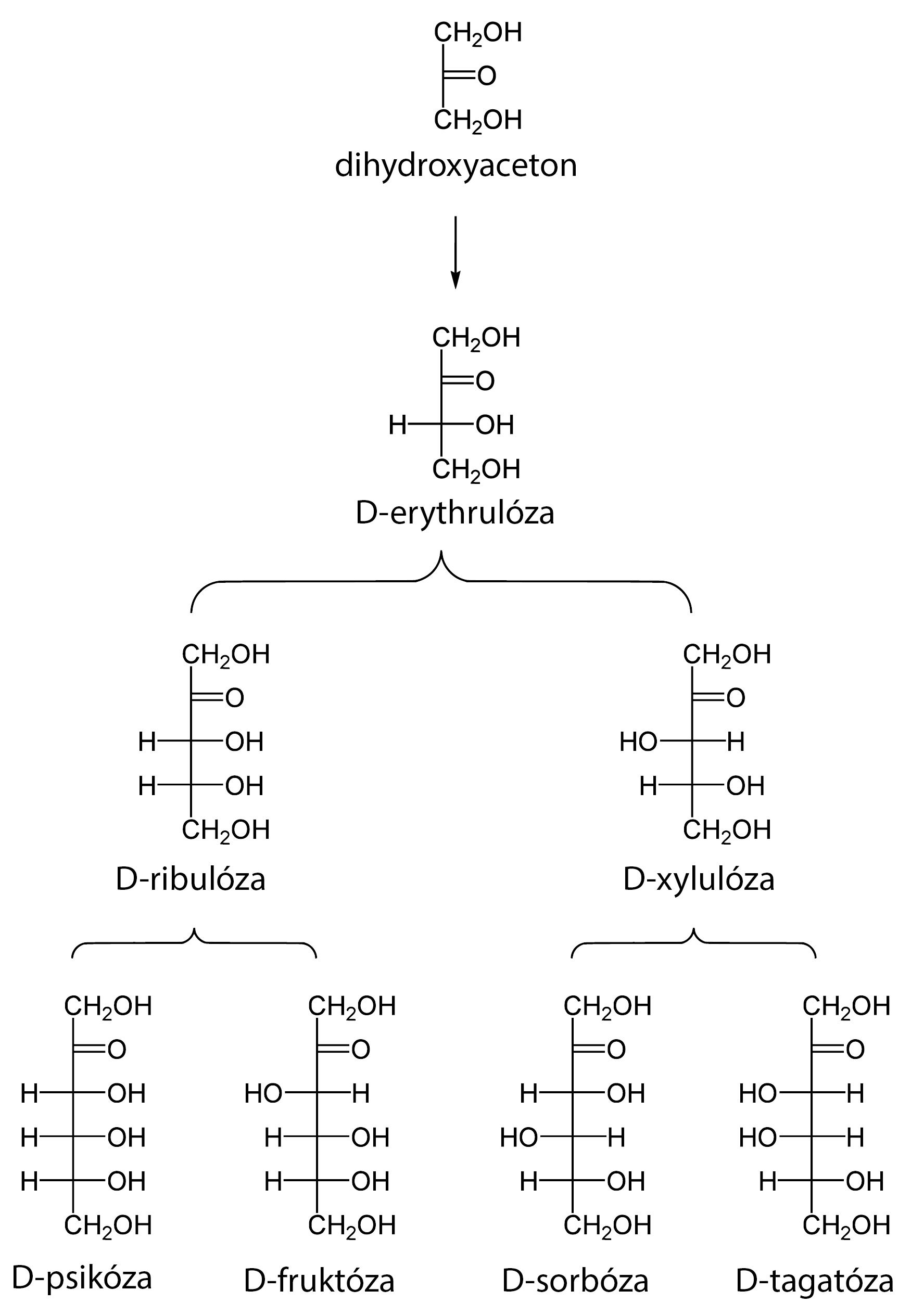
Ketózy a jejich odvození. V každém patře se počet ketóz zdvojnásobuje. Přibude vždy jedno chirální centrum a hydroxylové skupiny na C-3 orientovány střídavě doprava a doleva

Všechny zde uvedené ketózy mají ketonovou skupinu na druhém atomu uhlíku:
- Ketotriózy: dihydroxyaceton
- Ketotetrózy: erythrulóza
- Ketopentózy: ribulóza, xylulóza
- Ketohexózy: fruktóza, psikóza, sorbóza, tagatóza
- Ketoheptózy: sedoheptulóza
- Ketooktózy: D- manno-oktulóza (základ pro KDO)
- Ketononúzy: D-glycero-D-galakto-nonulóza (základ pro kyselinu neuraminovou)

## Vznik
Ketózy vznikají oxidací polyolů na druhém uhlíku. Polyoly jsou vícesytné alkoholy, tedy alkoholy obsahující dvě a více hydroxylových skupin.

## Analýza ketóz a aldóz
Ketózy a aldózy lze chemicky odlišit Seliwanoffovou zkouškou, kdy se vzorek zahřeje s kyselinou a resorcinolem. Test se opírá o dehydratační reakci, která probíhá u ketóz rychleji (vznik tmavě červené barvy) a u aldóz pomaleji (světle růžová barva). Ketózy se mohou izomerizovat na aldózy transformací podle Lobry-de Bruyn-van Ekensteina.